# Бурган-Суу
Бурган-Суу (кирг. Бурган-Суу) — село в Чон-Алайском районе Ошской области Кыргызстана. Входит в состав Кашка-Сууского айылного аймака.

## География
Село расположено в юго-западной части области, на правом берегу реки Сары-Могол (правый приток Кызылсу), на расстоянии приблизительно 57 километров (по прямой) к востоко-северо-востоку от села Дараут-Курган, административного центра района.

## Население
Согласно оценочным данным Национального статистического комитета Кыргызской Республики, численность населения села на начало 2023 года составляла 534 человека.
| год     | 2009 | 2014 | 2015 | 2020 | 2021 | 2023 |
| ------- | ---- | ---- | ---- | ---- | ---- | ---- |
| человек | 186  | 272  | 288  | 511  | 529  | 534  |